# Kurt Sanderling
Kurt Sanderling (19 de septiembre de 1912, Arys, Prusia Oriental - 17 de septiembre de 2011, Berlín) fue un director de orquesta judío-alemán, destacado en la Berliner Sinfonie-Orchester (hoy Konzerthausorchester) hasta su retiro en 2002 y muy apreciado por sus interpretaciones de obras de Beethoven, Brahms, Shostakovich y Mahler.

## Biografía
De origen judío, Kurt Sanderling inició sus estudios musicales en la ciudad prusiana de Königsberg — la actual Kaliningrado rusa — y posteriormente en Berlín. En 1931, a los 18 años de edad, fue contratado como repetidor en la Ópera Estatal de Berlín - entonces Städtische Oper de Charlottenburgo, donde fue asistente de Fritz Stiedry, Paul Bresach y también de Otto Klemperer, Wilhelm Furtwängler, Erich Kleiber y Bruno Walter, quienes influenciaron profundamente su manera de entender la música como algo transcendente y alejado de cualquier efectismo. 
En 1933, la Alemania nazi lo obligó a formar parte del Jüdischer Kulturbund de Berlín. En 1935 no se le permitió entrar al país en 1936 cuando regresaba de una gira italiana, marchándose a Rusia al tener allí a algunos familiares. en principio Sanderling trabajó como asistente de Georges Sébastian en la Orquesta de la Radio de Moscú, debutando con la orquesta en 1937. Dos años más tarde, Sanderling se hizo cargo de la Orquesta Filarmónica de Járkov, en Ucrania, donde trabajó hasta 1941. Entre 1941-60 fue director permanente como segundo de Yevgeny Mravinsky en la Orquesta Filarmónica de Leningrado. Compatibilizó esta actividad con la docencia en el Conservatorio de Leningrado. Se naturalizó ciudadano soviético y fue íntimo amigo de Dmitri Shostakovich, quien consideraba uno de sus cinco grandes amigos junto a Mravinsky, David Oistrakh, Mstislav Rostropovich y Galina Vishnevskaya.
En 1960, coincidiendo con la construcción del muro de Berlín, Sanderling fue requerido por las autoridades comunistas para que dirigiera la Orquesta Sinfónica de Berlín Este, para situarla en un nivel similar al de su homóloga occidental, la Filarmónica de Berlín dirigida por Karajan. Sanderling efectivamente consiguió elevar el nivel de la orquesta y efectuó meritorias grabaciones con ella, consolidando su prestigio en el mundo musical. Para lograrlo contó con la colaboración como invitados de los excepcionales solistas de los que era íntimo en Leningrado. Como consagración fue también designado titular de la Staatskapelle de Dresde entre 1964 y 1967, que era una orquesta con un estilo propio demasiado definido como para adaptarse a las indicaciones matizadas de Sanderling. 
A partir de 1960 Sanderling también comenzó a actuar con frecuencia en Occidente y fue invitado a dirigir en Viena y en los Festivales de Salzburgo. En 1970 debutó en Inglaterra con la Orquesta del Gewandhaus de Leipzig y sustituyendo a Otto Klemperer al frente de la Philharmonia Orchestra, formación que se adaptaba como anillo al dedo a las características de Sanderling como director y que acabó nombrándole como director emérito en 1996. Más tarde Sanderling inició su colaboración con la Orquesta Sinfónica Yomiuri Nippon de Tokio. 
Fue nombrado "Director Emérito" también por la Orquesta Sinfónica de Madrid.
En 2002, fue nombrado comendador de la Orden del Imperio Británico
Se había casado en 1941 con Nina Bobath, con quien tuvo un hijo y de la que se divorció en 1960 a su regreso a Alemania Oriental para casarse con Barbara Wagner, madre de sus dos hijos, ambos directores de orquesta,  Stefan Sanderling y Michael Sanderling.
Murió dos días antes de cumplir los 99 años.

## Estilo musical
Kurt Sanderling fue acumulando en su larga trayectoria diversas experiencias y fue muy permeable a los conocimientos que pudo aprender de primera mano de los genios de la dirección de los que fue ayudante en sus inicios alemanes y rusos. Así se forjó como representante de la tradición germánica y al mismo tiempo de la escuela rusa, pero de ambas sin localismo, sino con el afán de transcendencia musical que había apreciado en sus maestros. Sanderling fue un director austero y parco de movimientos, sin llegar al extremo de Karl Böhm, ya que tenía una técnica de batuta muy expresiva. Durante los ensayos era muy apasionado volcánico para defender su visión de las partituras y la importancia de los matices con gran respeto hacia los profesores de las orquestas. Como gran pedagogo, esperaba al fin de las sesiones para dar a los solistas que no las indicaciones necesarias para que se lograra el resultado que él deseaba. 
Su repertorio era muy amplio, con predilección por Beethoven, Brahms, Bruckner y Mahler, siguiendo sus versiones la tradición interpretativa germánica, pero siendo a la vez muy personales e identificables por su estilo terso y rico de matices.
Pero fue Shostakovich, que era amigo personal del director, el compositor con el que tuvo una mayor cercanía. Las versiones de sus obras tienen algo de camerístico y poseen una melancolía única muy cercana al espíritu del compositor en sus años de madurez. 
Sanderling fue también muy apreciado como director acompañante por los excepcionales solistas con los que intimó en Leningrado y con los que conoció en occidente, por su  búsqueda de la esencia musical de las partituras, su elegancia y la gran musicalidad que lograba conseguir con la colaboración entre ellos y las orquestas.

## Discografía seleccionada
- Beethoven: Concierto para piano n.º 3 / Sviatoslav Richter / Sinfónica de Viena (DG - 1962).
- Beethoven: Conciertos para piano / Emils Guilels / Filarmónica Checa (ARCHIPEL)
- Beethoven: Conciertos para piano / Mitsuko Uchida / Radio de Baviera - Concertgebouw (DG - 1994-1998).
- Beethoven: Sinfonía n.º 5 / Orquesta Filarmonía (EMI)
- Bruckner: Sinfonía n.º 3 / BBC Northern Symphony Orchestra (ICA - 1978).
- Mahler: Sinfonía n.º 9 / Sinfónica de la BBC (BBC Classics).
- Mahler: Sinfonía n.º 10 (versión D. Cooke) / Sinfónica de Berlín (Berlin Classics).
- Mahler: La canción de la tierra / Sinfónica de Berlín (Berlin Classics).
- Rajmáninov: Sinfonía n.º 2 / Filarmónica de Leningrado (DG - 1956).
- Shostakóvich: Sinfonía n.º 10 / Sinfónica de Berlín (Berlin Classics).
- Shostakovich: Sinfonía n.º 15 / Sinfónica de Berlín (Berlin Classics).
- Chaikovski: Sinfonía n.º 4 / Filarmónica de Leningrado (DG - 1956).
- Chaikovski: Sinfonía n.º 4 / Filarmónica de Berlín (DVD Euroarts - 1992).

## Premios
- 1975 - Goethepreis, Berlín Oriental
- 1992 - Premio de la Crítica Alemana (Deutscher Kritikerpreis).
- 2002 - Orden del Imperio Británico
- 2002 - Premio Shostakovich

## Publicaciones
- Kurt Sanderling & Ulrich Roloff-Momin: Andere machen Geschichte, ich machte Musik. Parthas, Berlín 2002, 431 p, ISBN 3-932529-35-9,
- Seine Liebe zu Brahms. Kurt Sanderling unterrichtet die 4. Sinfonie. documental de Norbert Beilharz, 2003, Inhaltsangabe (enlace roto disponible en Internet Archive; véase el historial, la primera versión y la última). des SWR (German)